# Фридрих X фон Цоллерн
Фридрих X фон Цоллерн (ум. 21 июня 1412) — немецкий дворянин, граф фон Цоллерн (1377/1379-1412). Также известен как «Фридрих Младший» и «Черный граф».

## Жизнь
Старший сын графа Фридрих IX фон Цоллерна (1333—1377/1379) от его брака с Адельгейдой (ум. после 1385), дочерью графа Бурхарда VIII фон Гогенберга.
В 1377/1379 году после смерти своего отца Фридрих X унаследовал титул графа фон Цоллерна. Он купил самостоятельность от германского короля Вацлава Люксембурга. Графство Цоллерн было освобождено от юрисдикции императорских судов.
В 1381 году граф Фридрих фон Цоллерн заключил военный союз с герцогом Леопольдом III Австрийским. В 1386 году Фридрих X фон Цоллерн сражался на стороне Леопольда Австрийского в битве при Земпахе. Позднее граф помогал Австрии в конфликте с свободными имперскими городами Швабии и Франконии.
В 1408 году граф Фридрих X стал старшим членом швабского дома Гогенцоллернов. Занимался внутренними делами династии и смог сохранить мир между её различными ветвями.
Фридрих X был женат на Анне фон Гогенберг (ум. 1421), дочери графа Бурхарда VIII фон Гогенберга. Их брак был бездетным. После смерти Фридриха X пресеклась линии «Черных графов», основанная его отцом. Фридрих X завещал большую часть своих земель двоюродному брату Фридриху XII.